# Нидерланды и НАТО
Нидерланды являются одним из ключевых государств, которые играют важную роль внутри блока НАТО. После того, как государство окончило войну с Бельгией в 1839 году, нейтралитет и воздержание от военных союзов стали ключевыми направлениями внешней политики. Этот статус сохранялся как в Первой мировой войне, так и во Второй мировой войне, несмотря на то, что германские захватчики оккупировали страну, и Нидерланды вынуждены были капитулировать. После освобождения страны войсками союзников в 1945 году правительство Нидерландов решило пересмотреть свою политику нейтралитета на международной арене.

## История
После окончания Второй мировой войны страна приняла решение отказаться от политики нейтралитета и принялись активно вести международную деятельность. Нидерланды выступали одним из инициаторов подписания международного договора об оказании военной помощи. 17 апреля 1948 года в Брюсселе Бельгия, Франция, Нидерланды, Люксембург и Великобритания подписали оборонное соглашение. Подписанию данного соглашения способствовал не в последнюю очередь страх перед распространяющейся коммунистической угрозой и утратой самостоятельности ряда государств в восточной Европе: Польши, Венгрии, Болгарии, Румынии, Албании и Чехословакии.
Международные отношения Нидерландов регулируются статьями 90-96 Конституции (нидерл. Grondwet). В статье 90 говорится о том, что: «Правительство содействует развитию международного правопорядка» (нидерл. De regering bevordert de ontwikkeling van de internationale rechtsorde). Это положение было включено в Конституцию в 1953 году, но на практике, традиционный взгляд на Нидерланды как составную часть глобального правопорядка нашёл закрепление в Конституции 1922 года.
В период с 1962 по 1963 год Нидерланды были близки к тому, чтобы выйти из состава НАТО. Этому способствовала политика США по отношению к Западной Новой Гвинее, что была голландской зависимой территорией. Приняв сторону Индонезии, которая требовала передачи Западной Новой Гвинеи в свой состав, и вынудив Нидерланды отказаться от этой заморской территории, США запустили процесс дебатов в голландском обществе, которые ставили под сомнение дальнейшее пребывание страны в составе НАТО, где американцы играли ведущую роль.

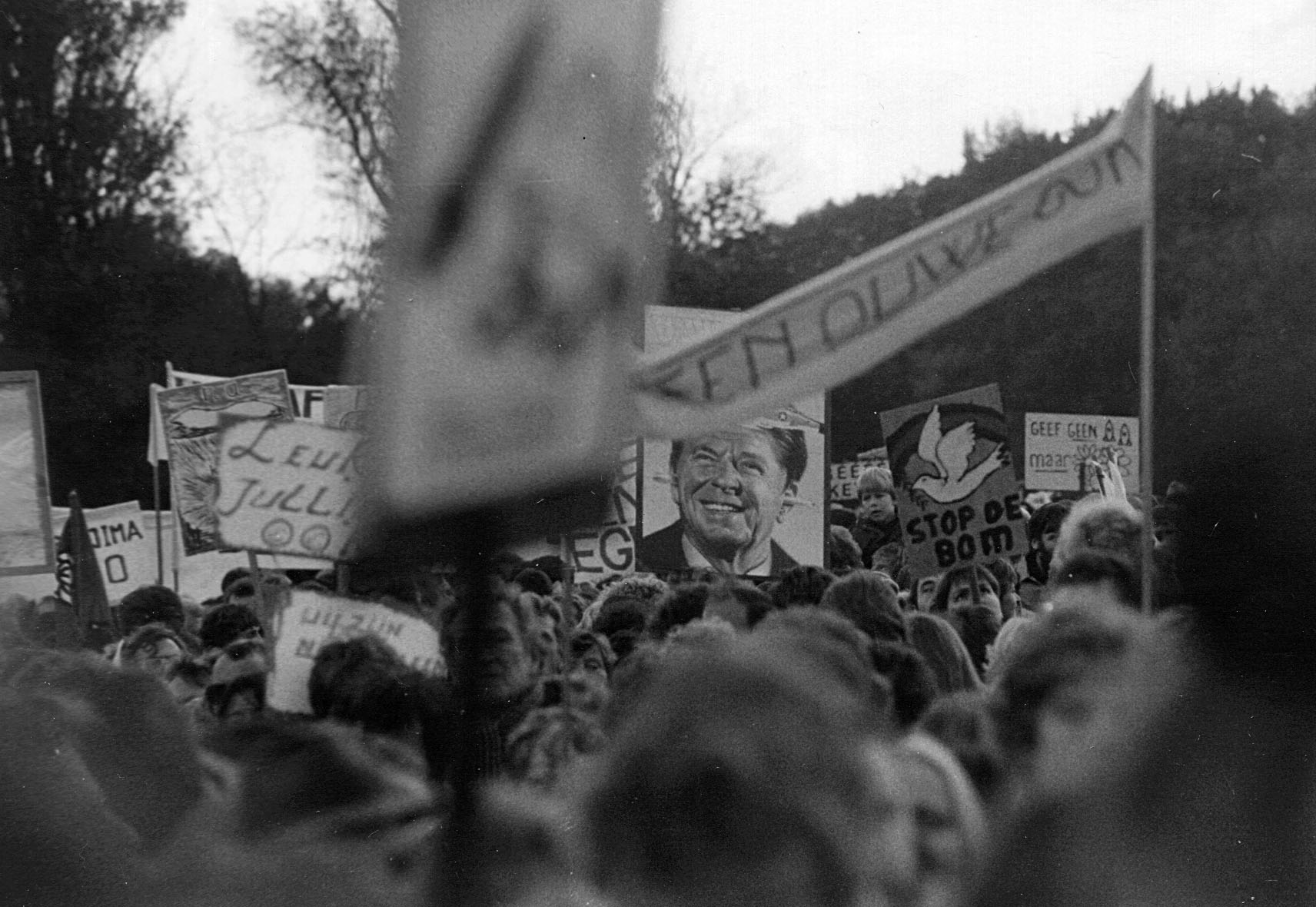
Демонстрация в Нидерландах в 1983 году против размещения дополнительного вооружения

Двойное решение НАТО от 12 декабря 1979 года повлекло сложный процесс дебатов в Нидерландах. В ответ на наращивание вооружения со стороны СССР страны-члены НАТО приняли решение о размещении на своей территории дополнительного вооружения. По условиям соглашения Нидерланды обязывались принять на боевое дежурство и разместить на авиационной базе Вунсдрехт 48 многоцелевых высокоточных дозвуковых крылатых ракет «Томагавк». В конце 1970-х годов в обществе и парламенте всё больше находилось сторонников «антиядерной» и «антимилитаристской» политики, что усложняло правительству христиан-демократов и консерваторов во главе с Дрисом ван Агтом выполнить данные обязательства перед НАТО. Тогда же министр обороны Нидерландов Виллем Схолтен заявил, что правительство отдаёт себе отчёт впоследствии развертывания советского вооружения, но Нидерланды не были готовы принять 48 ракет «Томагавк». В декабре 1981 года возобновились переговоры о размещении, но правительство Нидерландов снова не смогло прийти к консенсусу. Не принесли результата переговоры и в июне 1984 года. Размещение было согласовано лишь в ноябре 1985 года и, таким образом, Нидерланды стали последними из стран-участниц НАТО, которые согласились на размещение дополнительного вооружения. Согласно достигнутым договорённостям крылатые ракеты «Томагавк» должны были прибыть на военную базу страны в 1988 году, но благодаря договору о ликвидации ракет средней и меньшей дальности 1987 года ракеты так и не были отправлены.

## Деятельность
В 2011 году в рамках операции НАТО «Объединённый защитник» вооружённые силы Нидерландов принимали участие в обеспечении порядка и мира в Ливии. Миротворческий корпус состоял из 170 военнослужащих, 6 истребителей F-16 и тральщика Zr.Ms. Vlaardingen. Главной задачей нидерландской миссии была защита населения, обеспечение безопасной воздушной зоны над Ливией и контроль за соблюдением эмбарго на поставки оружия.
Нидерланды — активные участники проекта НАТО «Наука ради мира и охранная программа» (англ. Science for Peace and Security Programme (SPS)). В её рамках нидерландские учёные и эксперты сотрудничают с коллегами из других стран в поиске путей решения проблемы безопасности в областях киберзащиты, терроризма, экстремизма и неразорвавшихся боеприпасов. Нидерландские военные принимали участие в поиске и утилизации неразорвавшихся боеприпасов на территории Египта и Черногории.
В 2016 году Нидерланды согласились расконсервировать хранилище времён «холодной войны» площадью 500 тысяч[чего?], что расположено в посёлке Эйгельсховен. В рамках участия в программе НАТО «Атлантический резерв» США обязались отправить на хранение стратегический резерв в Европу, а Нидерланды — разместить технику у себя на базе. Резерв численностью 1600 единиц тяжелой техники будет включать в себя: танки M1 Абрамс, боевые машины Брэдли и самоходные гаубицы M109 Паладин.
Нидерланды дважды принимали участие в рамках «Миссии НАТО по патрулированию воздушного пространства стран Балтии». Первое боевое дежурство было осуществлено в 2004 году в течение четырёх месяцев согласно инструкции НАТО. С января по апрель 2017 года Нидерланды вновь возглавили миссию по воздушному патрулированию, что перешло к ним от французских лётчиков. В рамках 43-й ротации НАТО Королевский отряд воздушной разведки Нидерландов из четырёх истребителей F-16 под командованием майора Герта нёс боевое дежурство в небе над Литвой, Латвией и Эстонией. Самолёты базировались на авиабазе в Шяуляйе в Литве.
Кабинет министров Нидерландов предоставил разрешение Министерству обороны на участие миротворческого контингента в миссиях НАТО в 2018 году. Нидерландские военнослужащие приняли участие в следующих операциях: 250 военнослужащих отправится в Мали, 4 истребителя F-16 будут направлены сражаться против войск Исламского государства на территории Ирака и Восточной Сирии.

## Оценка взаимоотношений

### Критика со стороны НАТО
Достаточно натянутыми являются отношения между Нидерландами и Турцией, что привлекло внимание и вынудило вмешаться действующего генсека НАТО — Йенса Столтенберга. Он призвал страны снизить градус напряжённости в отношениях, а Нидерланды прекратить противостояние между странами — членами НАТО, что угрожает единству альянса и подрывает основы коллективной безопасности.
На протяжении многих лет правительство Нидерландов подвергается критике со стороны НАТО за недостаточные военные расходы, в особенности на сухопутные войска. После призыва президента США Дональда Трампа, обращённого к странам — членам НАТО увеличить свой вклад в организацию до 2 % от ВВП к 2021 году, Нидерланды подверглись новой критике. В целом, вклад страны составляет около 1 % от голландского ВВП, в то время как остальные члены альянса в среднем тратят 1,4 % (по другой информации вклад Нидерландов 1,14 % от ВВП, а остальных стран членов НАТО в среднем — 1,43 % от ВВП).